# Kung Bore

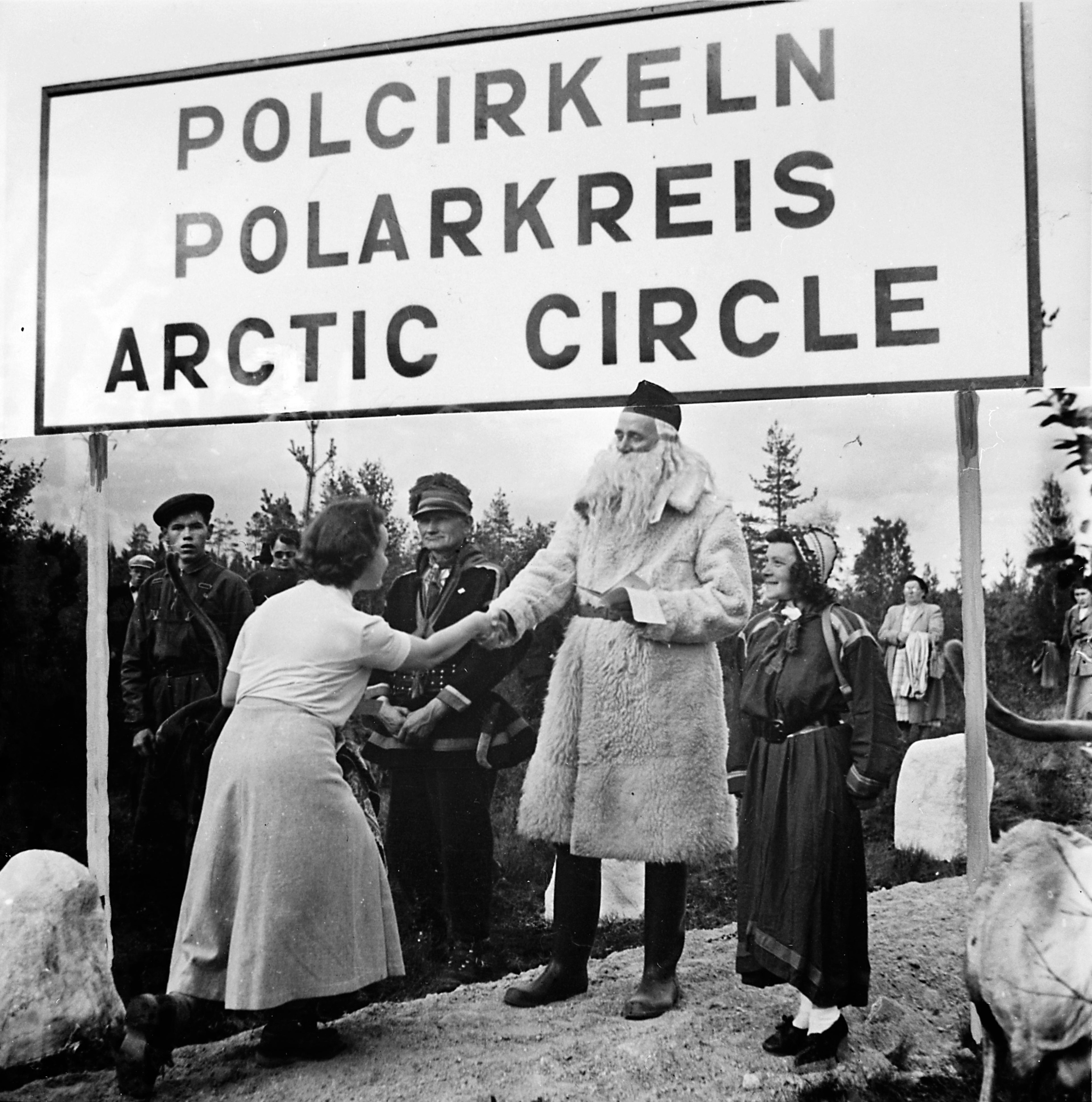
Resenär med Dollartåget hälsar på "kung Bore" under uppehåll vid polcirkeln, 1950-tal.

Kung Bore (Kung Vinter, Kung Frost, på engelska Jack Frost) är en sentida personifikation av vintern och nordanvinden (ibland även julen). Det är en litterär figur som till exempel förekommer i konstsagor. 
Namnet har skapats av Olof Rudbeck den äldre genom en ombildning av det västnordiska namnet Bure och i anslutning latinets borealis från grekiskans Boréas, syftande på nordanvinden.